# Rising
| Críticas profissionais | Críticas profissionais |
| Avaliações da crítica  | Avaliações da crítica  |
| Fonte                  | Avaliação              |
| ---------------------- | ---------------------- |
| allmusic               | link                   |
| Sputnik Music          | link                   |

Rising (também conhecido como Rainbow Rising) é o segundo álbum de estúdio do Rainbow lançado em 1976. O fundador Ritchie Blackmore reteve o vocalista Ronnie James Dio da formação do álbum anterior e recrutou o tecladista Tony Carey, o baixista Jimmy Bain e o baterista Cozy Powell para formar a banda. Gravado em Munique em menos de um mês, o álbum foi supervisionado pelo engenheiro e produtor do Deep Purple, Martin Birch. O álbum foi remasterizado e relançado em CD em 1999.
Na edição #4 da revista Kerrang!, Rising foi votado como o melhor álbum de todos os tempos. Em 2017, foi eleito o 48º melhor álbum de metal de todos os tempos pela revista Rolling Stone.

## Faixas
Todas as canções foram compostas por Ronnie James Dio e Ritchie Blackmore.
| Lado A |                          |         |  |
| N.º    | Título                   | Duração |  |
| 1.     | "Tarot Woman"            | 5:58    |  |
| 2.     | "Run with the Wolf"      | 3:48    |  |
| 3.     | "Starstruck"             | 4:06    |  |
| 4.     | "Do You Close Your Eyes" | 2:58    |  |

| Lado B |                        |         |  |
| N.º    | Título                 | Duração |  |
| 5.     | "Stargazer"            | 8:26    |  |
| 6.     | "A Light in the Black" | 8:12    |  |

## Integrantes
Banda
- Ronnie James Dio – vocal
- Ritchie Blackmore – guitarra
- Tony Carey – teclado
- Jimmy Bain – baixo
- Cozy Powell – bateria

com
- Munich Philharmonic Orchestra – Instrumentos de cordas e de sopro
- Fritz Sonnleitner – Mestre de concerto
- Rainer Pietsch – Condutor

Produção
- Produzido e mixado por Martin Birch
- Gravado no  Musicland Studios, Munique, Alemanha, Fevereiro de 1976

## Desempenho nas paradas
| Ano  | Parada musical                | Posição |
| ---- | ----------------------------- | ------- |
| 1976 | UK Albums Chart               | 11      |
| 1976 | RPM100 Albums (Canada)        | 17      |
| 1976 | Swedish Albums Chart          | 23      |
| 1976 | New Zealand Albums Charts     | 36      |
| 1976 | German Albums Chart           | 38      |
| 1976 | Billboard 200 (USA)           | 48      |
| 2011 | Oricon Japanese Albums Charts | 67      |

## Certificações
| País | Organização | Álbum                            | Ano de certificação | Vendas           |
| UK   | BPI         | Rising - Original Edition (1976) | 1979                | Ouro (+ 100.000) |
| UK   | BPI         | Rising - Deluxe Edition (2011)   | 2013                | Prata (+ 60.000) |

## Versõescover
- Uma porção de "Stargazer" foi regravada pelo guitarrista de heavy metal alemão Axel Rudi Pell durante a Shadow Zone tour em 2002 e pode ser ouvido em um medley no primeiro disco do álbum ao vivo Knights Live (2002).
- A banda de metal de Chicago Bible of the Devil regravou a canção "Starstruck" em um split EP de 2004 com oThe Last Vegas.[11]
- O Dream Theater regravou a canção "Stargazer" no álbum Black Clouds & Silver Linings (2009).
- A banda faroesa de folk metal Týr regravou a canção "Stargazer" no seu álbum The Lay of Thrym (2011).
- O grupo alemão de thrash metal Paradox incluiu um cover de  "A Light in the Black" como faixa bônus do álbum Tales of the Weird (2012).
- O álbum de tributo a Ronnie James Dio "This Is Your Life" (2014) contém covers de "Starstruck" pelo Motörhead e Biff Byford e uma junção das músicas "Stargazer", "Tarot Woman" e "A Light In The Black" chamada "Ronnie Rising Medley" pela banda de heavy metal Metallica.

## Em outras mídias
A canção "A Light in the Black" foi incluída no filme de 1994 S.F.W. Ela é tocada quando Cliff 1st entra em seu quarto depois dele voltar pra casa pela primeira vez após 36 dias.

## Honras
| Publicação   | País           | Honra                                                 | Ano  | Rank |
| ------------ | -------------- | ----------------------------------------------------- | ---- | ---- |
| Kerrang!     | United Kingdom | "Melhor Álbuns de Heavy Metal de Todos os Tempos"     | 1981 | 1    |
| Kerrang!     | United Kingdom | "100 Melhor Álbuns de Heavy Metal de Todos os Tempos" | 1989 | 14   |
| Q            | United Kingdom | "Os 30 Maiores Álbuns de Rock Clássico da História"   | 2004 | –    |
| Kerrang!     | United Kingdom | "100 Melhores Álbuns de Rock Britânicos da História"  | 2005 | 74   |
| Classic Rock | United Kingdom | "100 Melhores Álbuns de Rock Britânicos da História"  | 2006 | 18   |